# Prémios Teen Choice
Os Prémios Teen Choice (no original em inglês Teen Choice Awards) foi uma premiação que tem como foco principal os adolescentes, as cerimônias são apresentadas anualmente pela FOX. A primeira cerimônia ocorreu em 1999. As categorias são baseadas nas realizações do ano, seja em música, filme, esporte, televisão, moda e muito mais, os vencedores são decididos por meio de votos, os jovens e adolescentes representam a maioria dos eleitores. Os vencedores são premiados com pranchas de surf autênticas, estilizadas com grafix, que muda a cada ano. A cerimônia criou o spin-off de premiações adolescentes no YouTube.

## História
Bob Bain e Michael Burg produziram juntos uma premiação destinada aos adolescentes, um pouco diferente do Nickelodeon Kids' Choice Awards, porém mais semelhante ao VMA. O formato do show tem se mantido o mesmo, premiando os destaques adolescentes nas indústrias do entretenimento e esporte com categorias não tradicionais inseridas na cerimônia. As cédulas utilizadas são encontradas em revistas teen, onde os leitores são orientados sobre como votar. Os votos também podiam ser feitos no site da FOX até 2007, em 2008, a FOX e os produtores do show criaram o site oficial do Teen Choice Awards, onde são feitas as votações. Desde o início da cerimônia, o show tem dado uma prancha de surf personalizada para cada vencedor, o design é renovado a cada ano.
No ano de 2005, os filmes Show de Vizinha, American Wedding, Dawn of the Dead, EuroTrip, Freddy vs. Jason, Kill Bill: Volume 2, Scary Movie 3 e The Texas Chainsaw Massacre ganharam uma indicação de (Escolha de Filme que seus parentes não devem ver), nenhum filme antes havia sido indicado à tal categoria.

## Do Something
O Do Something Award reconhece jovens incríveis. Nove indicados (que se sensibilizaram com um problema no mundo e conseguiram arrecadar $10.000,00 por suas causas) unem seus valores com uma quantia extra de $10.000,00 e o vencedor recebe o grande prêmio, de $100.000,00 destinados ao investimento da causa que o vencedor apoia. O Do Something Award (antigamente o BR!CK Awards) é um programa que tem como objetivo influenciar os jovens a fazerem boas causas, recompensando-os por isso. Com sede em Nova Iorque sem fins lucrativos, que atingem cerca de 11,5 milhões de jovens anualmente, este prêmio celebra os jovens que fazem a diferença no mundo.

## Edições
| Ano                         | Data         | Apresentadores                                   | Atuações |
| --------------------------- | ------------ | ------------------------------------------------ | --- |
| Prêmios Teen Choice de 1999 | 1 de Agosto  | Britney Spears                                   | Britney Spears NSYNC feat. Gloria Estefan Blink-182 Christina Aguilera                                                |
| 2000                        | 6 de Agosto  | Não teve apresentador                            | 98 Degrees BBMAK No Doubt Enrique Iglesias.                                                                           |
| 2001                        | 12 de Agosto | Usher                                            | Shaggy Aaron Carter feat. Nick Carter Nelly Jennifer Love Hewitt BBMAK                                                |
| 2002                        | 4 de Agosto  | Não teve apresentador                            | |
| 2003                        | 4 de Agosto  | Paul Walker                                      | |
| 2004                        | 8 de Agosto  | Paris Hilton Nicole Richie                       | Blink-182 Ashlee Simpson JoJo Lenny Kravitz                                                                           |
| 2005                        | 14 de Agosto | Hilary Duff Rob Schneider                        | Gwen Stefani The Black Eyed Peas Pussycat Dolls Simple Plan                                                           |
| 2006                        | 20 de Agosto | Dane Cook Jessica Simpson                        | K-Fed Nelly Furtado feat.Timbaland Rihanna                                                                            |
| 2007                        | 26 de Agosto | Hilary Duff Nick Cannon                          | Nick Cannon Kelly Clarkson Avril Lavigne Fergie Shop Boyz                                                             |
| 2008                        | 3 de Agosto  | Miley Cyrus                                      | Miley Cyrus Mariah Carey ACDC M&M Cru                                                                                 |
| 2009                        | 9 de Agosto  | Jonas Brothers                                   | Jonas Brothers Sean Kingston Miley Cyrus The Black Eyed Peas                                                          |
| 2010                        | 9 de Agosto  | Katy Perry Glee                                  | Jason Derulo Travie McCoy feat. Bruno Mars Katy Perry Justin Bieber Diddy-Dirty Money                                 |
| 2011                        | 7 de Agosto  | Kaley Cuoco                                      | Jason Derülo Will.I.Am Selena Gomez & The Scene OneRepublic                                                           |
| 2012                        | 22 de Julho  | Demi Lovato e Kevin McHale                       | Justin Bieber Flo Rida Carly Rae Jepsen No Doubt                                                                      |
| 2013                        | 11 de Agosto | Darren Criss e Lucy Hale                         | One Direction Paramore Demi Lovato                                                                                    |
| 2014                        | 10 de Agosto | Tyler Posey e Sarah Hyland                       | Demi Lovato Magic! Becky G Jason Derulo                                                                               |
| 2015                        | 16 de Agosto | Gina Rodriguez Josh Peck Ludacris                | 5 Seconds of Summer Little Mix Jussie Smollett com Yazz Flo Rida com Robin Thicke                                     |
| 2016                        | 16 de Agosto | John Cena e Victoria Justice                     | Flo Rida com Bebe Rexha Charlie Puth Ne-Yo Serayah Jason Derulo                                                       |
| 2017                        | 13 de Agosto | Nenhum (Logan Paul fez a introdução ao programa) | Kyle com Lil Yachty Rita Ora Clean Bandit com Zara Larsson French Montana com Swae Lee Louis Tomlinson com Bebe Rexha |
| 2018                        | 12 de Agosto | Nick Cannon e Lele Pons                          | |
| 2019                        | 11 de Agosto | Lucy Hale e David Dobrik                         | |

## Categorias

### Cinema
- Choice Movie: ACTION MOVIE (Filme de Ação)
- Choice Movie: Comedy (Filme de Comédia)
- Choice Movie: Drama (Filme de Drama)
- Choice Movie: Horror/Thriller (Filme de Terror)
- Choice Movie Actor: Action Adventure (Ator de Ação Aventura)
- Choice Movie Actress: Action Adventure (Atriz de Ação Aventura)
- Choice Movie Actor: Comedy (Ator de Comédia)
- Choice Movie Actress: Comedy (Atriz de Comédia)
- Choice Movie Actor: Drama (Ator de Drama)
- Choice Movie Actress: Drama (Atriz de Drama)
- Choice Movie Actor: Horror/Thiller (Ator de Horror/Terror)
- Choice Movie Actress: Horror/Thiller (Atriz de Horror/Terror)
- Choice Movie: Chemistry  (Química)
- Choice Movie: Hissy Fit
- Choice Movie: Liplock
- Choice Movie: Sleazebag
- Choice Movie: Villain (Vilão)
- Choice Movie: Breakout Female (Performance Feminina)
- Choice Movie: Breakout Male (Performance Masculina)
- Choice Movie: Avengers: Infinity War (Ator de Ação)

### Televisão
- Choice TV Show: Drama  (drama)
- Choice TV Show: Comedy  (comédia)
- Choice TV Show: Animation  (Animação)
- Choice TV Show: Reality/Variety
- Choice TV Actor: Drama
- Choice TV Actress: Drama
- Choice TV Actor: Comedy
- Choice TV Actress: Comedy
- Choice TV: Male Reality/Variety Star
- Choice TV: Female Reality/Variety Star
- Choice TV: Personality
- Choice TV: Villain
- Choice TV: Movie
- Choice TV: Breakout Show
- Choice TV: Breakout Star

### Música
- Choice Music: Rap Artist
- Choice Music: R&B Artist
- Choice Music: Rock Group
- Choice Music: Male Artist
- Choice Music: Female Artist
- Choice Music: Rap/Hip-Hop Track
- Choice Music: R&B Track
- Choice Music: Rock Track
- Choice Music: Love Song
- Choice Music: Single
- Choice Music: Breakout Artist - Male
- Choice Music: Breakout Artist - Female
- Choice Music: Breakout Group

### Esportes
- Choice Male Athlete
- Choice Female Athlete
- Choice Action Sports Female
- Choice Action Sports Male

### Categorias de Verão
- Choice Summer Movie - Drama/Action Adventure
- Choice Summer Movie - Comedy/Musical
- Choice Summer TV Show
- Choice Summer Artist
- Choice Summer Song
- Choice Spring Song

### Categorias ocasionais
- 2003, 2007, 2009, 2011, 2012 e 2014 - Ultimate Choice Award
- 2008 - Choice Summer Most Fanatic Fans
- 2008 - Choice MySpacer
- 2007 - Choice Movie: Hissy Fit
- 2007 - Choice Movie: qwertyuiop
- Choice Hottie (male)
- Choice Hottie (female)
- Choice Twitters
- 2009- Choice Fabulous

## Ultimate Choice Award
O Ultimate Choice Award é um prêmio especial que diferencia-se das demais categorias por não depender da escolha do público. Ele é entregue conforme o merecimento do artista, é escolhido pela direção do programa, sendo uma espécie de homenagem. Em 2003, foi entregue o primeiro Ultimate Choice Award ao ator Mike Myers. Justin Timberlake recebeu a honra em 2007. Durante o décimo Teen Choice Awards, em 2009, a cantora Britney Spears foi homenageada com o prêmio. Em 2011, foi a vez da cantora Taylor Swift receber o Ultimate Choice Award. Britney Spears atualmente possui 24 pranchas ganhas, sendo a maior vencedora, sucedida por Taylor Swift e seus 22 prêmios. Na edição de 2012, o vencedor do prêmio Ultimate Choice foi a Saga Crepúsculo, sendo a primeira saga e os primeiros filmes a receberem um prêmio especial do Teen Choice Awards, já que anteriormente só haviam recebido atores e cantores. Em 2013, Ashton Kutcher foi o premiado. Em 2014, Selena Gomez recebeu o troféu.Em 2017 a cantora Miley Cyrus recebeu o prêmio 

## Créditos
- Produtores executivos: Bob Bain, Michael Burg
- Produtor: Paul Flattery
- Produtor supervisor: Greg Sills
- Patrocinadores atuais: Do Something, JCPenney, FOX

## Crítica
A mídia conservadora Watchdog Group Parents Television Council tem sido um crítico constante do Teen Choice Awards, alegando que eles glorificam celebridades que promovem mensagens imorais para os adolescentes. O fundador da PTC L. Brent Bozell criticou as premiações em 2000, 2005 e 2006 por premiar rated-R films e outros artistas alegando que não eram apropriados para adolescentes, afirmando que isso demonstrava "como Hollywood tem vendido com sucesso conteúdo adulto para jovens". Bozell também atacou a performance de Nelly Furtado e Timbaland com o hit "Promiscuous" na premiação de 2006 por promover uma mensagem misturada para jovens sobre sexo em sua apresentação, encorajando a fazer sexo, e depois falando com os espectadores sobre sexo seguro com preservativos e ainda dizendo para eles não serem promiscuos na vida real. O PTC também elegeu as premiações de 2005 e 2006 o "Pior Show Familiar de TV da Semana" depois deles iniciarem na FOX.
Entretanto, L. Brent Bozell fez alguns elogios para a premiação de 2004, diante do comentado e questionável dueto "mau funcionamento do guarda-roupa" de Justin Timberlake e Janet Jackson no Super Bowl XXXVIII halftime show. A premiação também têm sido criticada pela utilização de laugh tracks (playback de risadas) durante as brincadeiras feitas pelos anfitriões e outras estrelas da televisão ao vivo uma vez que o som tem um ligeiro atraso. Os créditos do show mostram que os produtores usam o laugh track só para a televisão.